# Deltamys kempi
El ratón de hierba kemp (Deltamys kempi) es una especie de roedor del género Deltamys en la familia Cricetidae. Se encuentra en Argentina, Brasil y Uruguay. En Argentina se encuentra en el monte blanco del Paraná y la costa bonaerense del Plata superior. En Uruguay hay registros para los departamentos de Canelones, Cerro Largo, Colonia, Durazno, Lavalleja, Maldonado, Montevideo, Rocha, Treinta y Tres, San José, Tacuarembó y Rivera.

## Hábitat

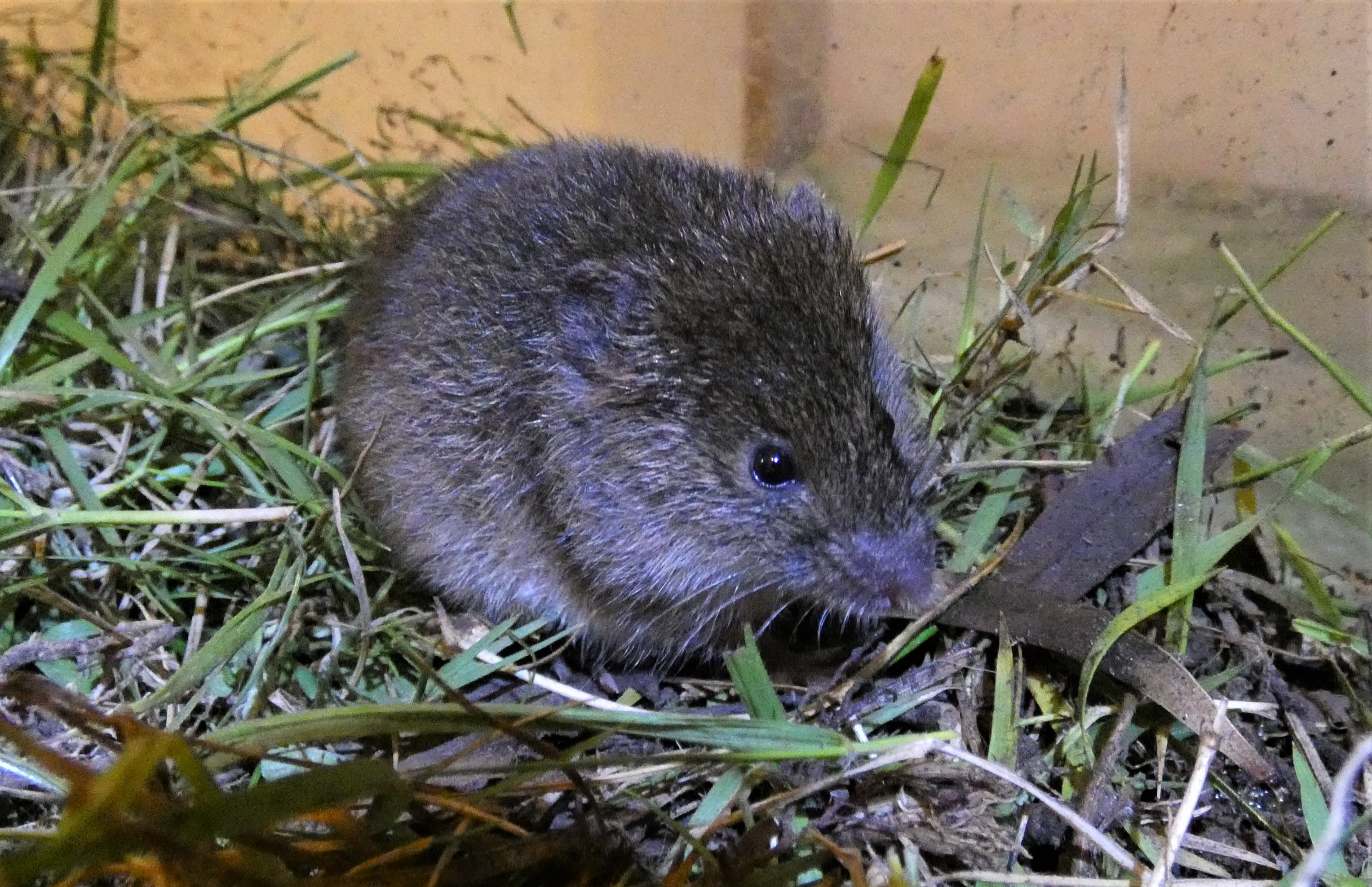
Ejemplar de Deltamys kempi en Uruguay.

Se encuentra en humedales, juncales, pajonales y pastizales inundables.

## Comportamiento
Es de hábitos nocturnos. La hembra paré de 3 a 4 crías. La lechuza de campanario (Tyto alba) se alimenta de él. Si bien su alimentación es omnívora, el  componente predominante es insectívora